# You Asked for This
You Asked for This è un singolo della cantante statunitense Halsey, pubblicato il 7 settembre 2021 come terzo estratto dal quarto album in studio If I Can't Have Love, I Want Power.

## Descrizione
Scritta dalla stessa cantante insieme a Greg Kurstin, Trent Reznor e Atticus Ross e prodotta da questi ultimi due, You Asked for This è la sesta traccia dell'album.